# Natura 2000-område nr. 5 Uggerby Klitplantage og Uggerby Å's udløb
Natura 2000-område nr. 5 Uggerby Klitplantage og Uggerby Å's udløb er en naturplan under det fælleseuropæiske Natura 2000-projekt. Planområdet Uggerby Klitplantage og området ved Uggerby Ås udløb, har et areal på 717 hektar, og er udpeget som EU-habitatområde, og der er tre mindre Naturfredninger indenfor området  .
Området ligger øst for Hirtshals ud mod Tannis Bugt, og fortsætter langs kysten næsten til Tversted mod sydvest. Det består af sammenhængende grønne klitter omkring Uggerby Å's udløb, men også andre klittyper, bl.a. nydannede klitlavninger.
Naturplanområdet rummer nogle af Danmarks største bestande af græsserne Blodrød Storkenæb, vigtige bestande af Klit-Kambunke, Sortbrun Blåfugl, Markfirben og Strandtudse. I Uggerby Å er der fundet Havlampret.
Her findes også de rødlistede plantearter baltisk ensian, bredbladet kæruld og vendsyssel-gøgeurt. En bestand af odder er der også, og der er tidligere fundet Mygblomst.
Natura 2000-planen er koordineret med vandplan 1.1 Nordlige Kattegat, Skagerrak, og et område af Skagerrak ud for kysten, langs Tannis Bugt, er ligeledes habitatområde, og er lagt til naturplan 1 Skagen gren mm .
Natura 2000-området ligger i Hjørring Kommune